# Новогрудский торгово-экономический колледж
Филиал БГЭУ «Новогрудский торгово-экономический колледж» (бел. Філіял БДЭУ «Навагрудскі гандлёва-эканамічны каледж») — филиал Белорусского государственного экономического университета, расположенный в г. Новогрудке.
Колледж имеет три отделения — экономическое, учётное, отделение банковской деятельности и программного обеспечения информационных технологий. Совершенствованию учебной деятельности способствуют специализированные комиссии (программного обеспечения информационных технологий, банковской деятельности, бухгалтерского учета, естественно-математических наук, коммерческой деятельности, социально-гуманитарных наук, экономических наук, коммуникативной и физической культуры).
Филиал БГЭУ «Новогрудский торгово-экономический колледж» дал путевку в жизнь многим выпускникам, среди которых есть деятели, высококлассные специалисты в сфере торговли и банковской деятельности.
С 2012 года директором колледжа является Александр Брониславович Алиевич.

## История

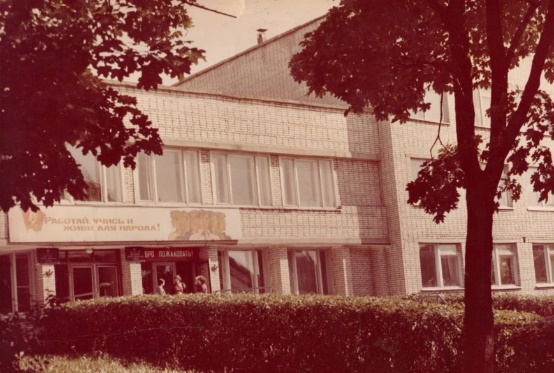
Новогрудский государственный торгово-экономический техникум, 1970-е гг.

Приказом Министерства торговли № 54 8 июля 1947 г. Минский техникум советской торговли был переведен в Новогрудок. 1 сентября 1947 г. в Новогрудский техникум советской торговли были зачислены первые учащиеся.
В 1965 г. учебное заведение было преобразовано в Новогрудский государственный торгово-экономический техникум, в 1997 г. – в Новогрудский государственный торгово-экономический колледж. 1 сентября 2017 г. колледж начал работу в новом статусе – филиала БГЭУ. Интеграция с БГЭУ дала возможность вести обучение по новым учебным программам и планам, обеспечить единство и координацию педагогических подходов с университетом. Выпускники получили возможность продолжить обучение в Белорусском государственном экономическом университете.

## Директора
1947–1974 — Адам Антонович Касабуцкий
1974–1989 — Павел Трофимович Марченко
1989–2012 — Зинаида Николаевна Шляхтюк
С июня 2012 — Александр Брониславович Алиевич

## Названия  филиала БГЭУ «Новогрудский торгово-экономический колледж»
8 июля 1947 г. — Новогрудский техникум советской торговли
1956 г. — Новогрудский государственный торгово-экономический техникум
1997 г. — Новогрудский государственный торгово-экономический колледж
С 3 марта 2016 г. — преобразован в филиал БГЭУ «Новогрудский торгово-экономический колледж»

## Филиала БГЭУ «Новогрудский торгово-экономический колледж» сегодня

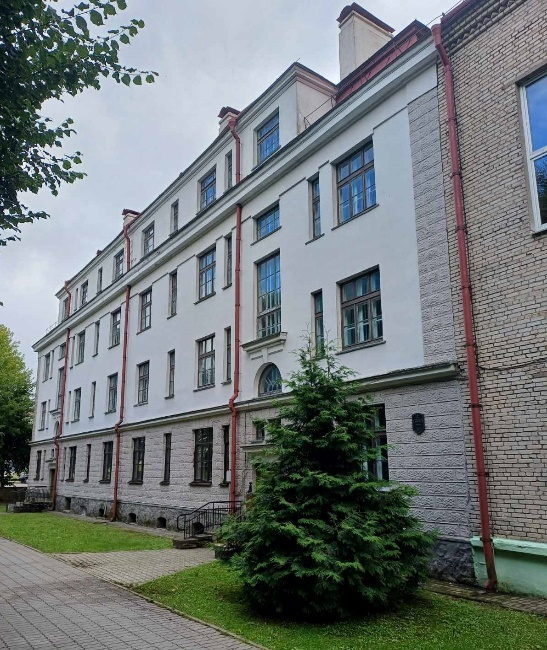
Учебный корпус филиала БГЭУ «Новогрудский торгово-экономический колледж», 2024 г.

В настоящее время  филиал БГЭУ «Новогрудский торгово-экономический колледж» обеспечивает подготовку по специальностям «Банковское деятельность», «Бухгалтерский учет, анализ и контроль», «Разработка и сопровождение программного обеспечения информационных систем», «Торговая деятельность», «Планово-экономическая и аналитическая деятельность».
На 01.01.2024 в филиале проходят обучение 770 учащихся, из них: 584 — по дневной форме получения образования, 186 — по заочной форме получения образования.
Подготовка специалистов осуществляется по дневной и заочной формам получения образования, за счет средств бюджета и на платной основе. Колледж имеет 3 отделения по подготовке бухгалтеров, техников-экономистов, техников-программистов, специалистов по банковским услугам, товароведов. Готовятся кадры по таким специальностям, как «Банковское деятельность», «Бухгалтерский учет, анализ и контроль», «Разработка и сопровождение программного обеспечения информационных систем», «Торговая деятельность», «Планово-экономическая и аналитическая деятельность». Ежегодно на эти специальности принимаются 275 человек.
Учебный процесс обеспечивают 54 преподавателя, 90 % которых имеют высшую и первую квалификационную категорию.
Важным элементом подготовки современных специалистов для торговли и банков является обучение компьютерным и информационным технологиям, освоение навыков работы на современном торговом и банковском оборудовании. В колледже созданы условия, максимально приближенные к условиям работы в избранной сфере. С этой целью оборудованы специальные кабинеты «Учебный магазин», «Учебная бухгалтерия» и «Учебный банк», лаборатории информационных технологий.
Для практической подготовки учащихся по торговым специальностям предоставляют свои помещения такие предприятия сферы торговли города Новогрудка, как ОАО «Большая Крыница», ОАО «Детский мир», ОДО «КомРадТорг, а также торговые предприятия города Гродно, Бреста, Минска.  Налаженные связи позволяют учащимся под руководством специалистов организаций изучать свою торгово-финансовую деятельность, осваивать навыки работы по полученной специальности, расширять профессиональные знания. Учащиеся проходят практику в ведущих банках страны — ОАО «АСБ Беларусбанк», ОАО «Белорусский банк развития и реконструкции «Белинвестбанк», ОАО «Приорбанк», ОАО «Технобанк» и др.
Филиал обладает современной материальной базой: 2 учебных корпуса площадью около 6 000 м², что позволяет вести обучение в одну смену и по пятидневному недельному графику; 2 общежития на 727 мест площадью более 11 000 м2, что обеспечивает всех желающих местом для проживания; 2 актовых и 3 спортивных зала, столовая на 125 мест, где для нового набора всегда организуется комплексное питание. Библиотека с книжным фондом более 50 тыс. экз. обеспечивает учебный процесс необходимыми пособиями и материалами, ежегодно выписывается 35 наименований газет и журналов. Базовые учебные лаборатории оснащены компьютерной техникой, торгово-технологическим и учебным оборудованием, мультимедийными установками. Обновлены все учебные компьютерные программы.
В колледже создана комфортная среда для развития творческого, исследовательского и нравственного потенциала учащихся. Активно работают первичные организация БРСМ, Союза женщин, Белорусского товарищества Красного Креста, ОО «Белая Русь», профсоюзная организация и др. В 2007 г. был открыт Музей истории колледжа. Учащиеся включаются в реализацию проектов «Новогрудок — летописный и современный», «Сердце должно быть зрячим», «Чтение — путь к совершенству» и др. Регулярно проводятся благотворительные акции «Забота» и «Доброе сердце».
Важное место в жизни колледжа занимает физическая культура и спорт. Для проведения учебных занятий, тренировок и соревнований колледж располагает хорошей материальной базой: имеется 200-метровая дорожка, две волейбольные, баскетбольная и городошная площадки, игровой, гимнастический и теннисный залы, лыжная база, стрелковый тир. В общежитии работает комната здоровья.
В колледже регулярно проводится круглогодичная спартакиада по 7 видам спорта: легкоатлетическому кроссу, воллейболу, баскетболу, стрельбе, легкой атлетике, настольному теннису и шашкам. Традиционно проводятся Дни здоровья, Первые старты для учащихся нового набора. Сборные команды колледжа регулярно являются победителями и призерами областных спартакиад.

## Знаменитые выпускники
Турчин Александр Генрихович — белорусский политический и государственный деятель, премьер-министр Беларуси.
Демьянович Владимир Петрович — белорусский государственный деятель, министр торговли БССР (1990-1991).
Сташенюк Виктор Петрович — белорусский художник-график, архитектор, реконструктор панорам старых городов
Селевич Елена Леонидовна — первый заместитель председателя Новогрудского районного исполнительного комитета
Тарасюк Олег Сергеевич — директор Департамента внутреннего контроля и комплаенса ОАО «Белинвестбанк»
Короленок Геннадий Антонович — белорусский ученый-экономист, доктор экономист, профессор

## Награды и поощрения
За активное участие в разработке научно-методического обеспечения профессионального образования филиал БГЭУ «Новогрудский торгово-экономический колледж» был отмечен благодарностью Министерства образования Республики Беларусь (2023 г.), за участие в республиканской выставке культурно-просветительской акции «Грані творчасці» – награжден дипломом Министерства образования Республики Беларусь (2020 г.).

## Филиал БГЭУ «Новогрудский торгово-экономический колледж» социальных сетях
- Telegram
- Вконтакте
- Instagram